# Божилов, Георги
Георги Пенков Божилов (болг. Георги Пенков Божилов; род. 12 февраля 1987, София, Болгария) — болгарский футболист; нападающий, атакующий полузащитник. Выступал за болгарские клубы «Нафтекс», «Черноморец» Бургас, «Локомотив» Пловдив, «Берое» и «Черно море». С 2022 года играет за клуб «Марек 2010».

## Клубная карьера
В 2002 году, в возрасте 15 лет, поступил в спортивную академию клуба ЦСКА София. До этого играл за молодёжную команду столичного клуба «Септември». В 2004 году, вместе с товарищами по команде Владиславом Стояновым и Орлином Старокиным, покинул академию и подписал первый профессиональный контракт с клубом «Нафтекс».
В июне 2006 года перешёл в клуб «Черноморец» Бургас, но получил тяжелую травму колена и пропустил все матчи сезона 2006-07 года. 12 августа 2007 года дебютировал в лиге, победив на выезде клуб «Беласица» Петрич со счётом 6:1; Божилов вышел на замену на 81-й минуте. Свой первый гол в профессиональной карьере забил 6 октября 2007 года в матче лиги против клуба «Локомотив» Пловдив. Его гол оказался единственным в домашней победе со счётом 1:0. В сезоне 2007-08 года забил 5 голов в 25 играх группы А.
31 августа 2009 года Божилов был отдан в аренду клубу «Локомотив» Пловдив на четыре месяца. 26 ноября того же года он вернулся в «Черноморец» после травмы подколенного сухожилия.
24 января 2010 года Божилов завершил переход из «Черноморца» в клуб «Черно море», подписав долгосрочный контракт за нераскрытую плату. Дебютировал за «Черно море» в матче чемпионата против клуба «Сливен-2000» 8 марта 2010 года под номером 14. Забил свой первый гол неделю спустя в домашней победе над клубом «Локомотив» Пловдив со счётом 3:2. 7 января 2012 года было объявлено, что клуб «Заря» Луганск из украинской премьер-лиги согласился приобрести Божилова. Однако, пять дней спустя, «Заря» отказалась от трансфера игрока после того, как стало известно, что он не прошел медицинское обследование в клубе. 31 августа 2013 года Божилов забил свои первые голы в сезоне 2013-14 года, дважды пробив ворота противника в домашней победе над клубом «Лудогорец» со счётом 3:1. Он провёл свой сотый матч за «Черно море» в чемпионате в выездной победе со счетом 1:0 над клубом «Нефтохимик» 14 сентября того же года.
В июне 2015 года Божилов подписал контракт с клубом «Берое» в качестве свободного агента после того, как его контракт с клубом «Черно море» истёк в конце сезона 2014-15 года. В своём соревновательном дебюте за «Берое» 2 июля 2015 года он забил второй гол в выездной победе со счётом 2:0 над клубом «Атлантас» в первом квалификационном раунде Лиги Европы 2015-16 года.
14 июня 2017 года Божилов вновь присоединился к команде «Черно море». 15 июля того же года он забил победный гол во втором дебюте за команду в домашней победе со счётом 1:0 над клубом «Витоша» Бистрица. С января 2022 по январь 2023 года играл за клуб «Марек 2010». В январе — июле 2023 года выступал за клуб «Чавдар» Етрополе. С 1 июля 2023 года — в составе клуба «Рилски Спортист».

## Международная карьера
2 сентября 2011 года Божилов дебютировал за сборную Болгарии, выйдя на замену в отборочном матче Евро-2012 против сборной Англии в последние 28 минут.

## Достижения
«Черно море»
- Кубок Болгарии: 2014/15[англ.].